# Carnarvon Gorge
Carnarvon Gorge är en ravin i Australien. Den ligger i delstaten Queensland, omkring 550 kilometer nordväst om delstatshuvudstaden Brisbane. Carnarvon Gorge ligger 414 meter över havet.
Trakten runt Carnarvon Gorge är nära nog obefolkad, med mindre än två invånare per kvadratkilometer.. Det finns inga samhällen i närheten. 
I omgivningarna runt Carnarvon Gorge växer huvudsakligen savannskog.  Genomsnittlig årsnederbörd är 764 millimeter. Den regnigaste månaden är januari, med i genomsnitt 123 mm nederbörd, och den torraste är augusti, med 19 mm nederbörd.